# Aubazat
Aubazat ist ein Ort und eine aus mehreren Weilern und Einzelgehöften bestehende französische Gemeinde mit 177 Einwohnern (Stand 1. Januar 2022) im Département Haute-Loire in der Region Auvergne-Rhône-Alpes in der alten Kulturlandschaft der Auvergne.

## Lage
Aubazat liegt am Südufer des Flusses Allier, etwa 26 Kilometer südlich von Brioude bzw. circa 50 Kilometer nordwestlich von Le Puy-en-Velay in einer Höhe von ca. 520 m ü. d. M. Das Gemeindegebiet wird vom Fluss Cronce durchquert, der hier in den Allier mündet.

## Klima
Das Klima ist gemäßigt; Regen fällt übers Jahr verteilt.

## Bevölkerungsentwicklung
| Jahr                       | 1800 | 1854 | 1901 | 1954 | 1999 | 2018 |
| Einwohner                  | 397  | 548  | 505  | 240  | 172  | 181  |
| Quellen: Cassini und INSEE |      |      |      |      |      |      |

Der kontinuierliche Rückgang der Einwohnerzahlen seit Beginn des 20. Jahrhunderts ist im Wesentlichen auf die Mechanisierung der Landwirtschaft und den damit einhergehenden Verlust an Arbeitsplätzen zurückzuführen. Darüber hinaus entvölkerten sich nahezu alle Bergregionen Europas zugunsten der in den Tallagen gelegenen Städte.

## Wirtschaft
Traditionell lebte die Bevölkerung von der Viehzucht und ein wenig Ackerbau, die jedoch wegen der Höhenlage nur geringe Erträge hervorbrachten. Heute spielen Forstwirtschaft und Tourismus in Form der Vermietung von Ferienhäusern (gîtes) die bedeutendsten Rollen im Wirtschaftsleben des Ortes.

## Geschichte
Die abgelegene Berggemeinde war bereits im Mittelalter besiedelt; urkundliche Nachweise fehlen jedoch.

## Sehenswürdigkeiten

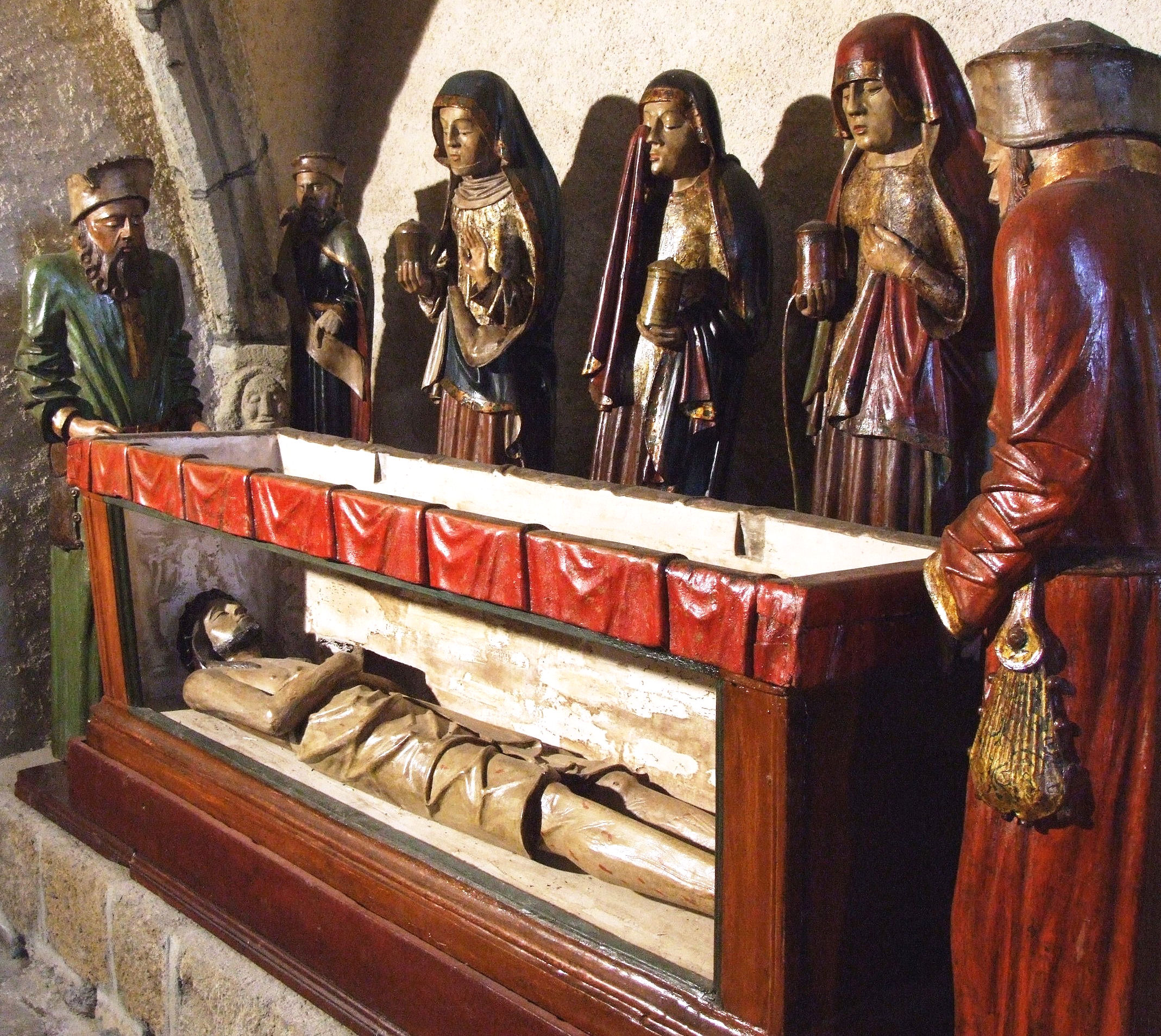
Grablegungsgruppe in der Pfarrkirche St-Roch

- Die Pfarrkirche St-Roch hat eine exakt gemauerte romanische Apsis aus rötlichem Steinmaterial mit eingestellten Säulen. Das Kirchenschiff und der seitlich stehende Glockenturm scheinen aus dem 15./16. Jahrhundert zu stammen. Wichtigster Teil der Ausstattung der Kirche ist eine geschnitzte und farbig gefasste Grablegungsgruppe (7 Personen zzgl. Christus); sie wird dem 15. Jahrhundert zugeordnet, doch könnte sie auch später gefertigt worden sein.
- Die romanische Chapelle de Peyrusse steht an einer Bergflanke in der Nähe einer ehemaligen Felskultstätte oberhalb des Weilers (45° 8′ 8″ N, 3° 27′ 41″ O). Bei Restaurierungsarbeiten wurden in der Apsis mehrere Fresken entdeckt, die Christus in der Mandorla umgeben von den Evangelistensymbolen, eine Grablegung Mariens im Kreis der Apostel sowie zahlreiche Heiligenfiguren zeigen. Ein geweihter transportabler Altarstein wird ebenfalls gezeigt. Die Kirche wurde bereits im Jahr 1907 zum Monument historique[3] erklärt.